# Реформация в Нидерландах
См. также Восьмидесятилетняя война.
Появление первых протестантов в Нидерландах по времени практически совпадает с проповедью Лютера, однако ни лютеранство, проповедовавшее верность сюзерену (которым для Нидерландах был испанский король), ни анабаптизм не получили в стране значительного количества сторонников. С 1540 года здесь начал распространяться кальвинизм, так что к 1560 году большинство населения были реформатами.
Наиболее драматические события в Нидерландах произошли во время правления фанатичного католика короля Испании Филиппа II, который поставил своей целью искоренение ереси в подвластных ему землях.
Эти меры вызвали ответную реакцию со стороны нидерландцев. Спонтанно возникали очаги сопротивления властям, особенно во время казней еретиков. Одновременно в 1562 году оформилась и аристократическая оппозиция (так называемая Лига господ), которую возглавили принц Вильгельм Оранский, граф Ламораль Эгмонт, адмирал Горн. В 1563 году возник близкий к Лиге господ Союз дворян. 5 апреля 1566 года депутация союза в составе нескольких сот человек вручила правительнице Нидерландов Маргарите Пармской обращение, содержавшее требования оппозиционеров. Их одеяние дало повод одному из вельмож обозвать депутацию гёзами, то есть нищими.
Летом 1566 года лига дворян заключила соглашение с кальвинистскими городскими консисториями, которые требовали от дворян не останавливаться на полпути. В августе того же года противостояние испанцам приобретает вооруженный характер. Восставшие громили в первую очередь католические церкви и монастыри. Число погромов во Фландрии было более 400, а по всем Нидерландам более 5500. Всё это привело в ярость Филиппа II. Он сместил Маргариту Пармскую, а вместо неё назначил правителем страны талантливого полководца герцога Альбу, который вступил в страну 22 августа 1567 года во главе огромной армии. В сентябре Альба учредил Совет по делам о мятежах, получивший неограниченные права на расследование дел еретиков. Этот Совет получил название Кровавого. За время его деятельности к смерти было приговорено около 2 000 человек.
Однако и в это время продолжалось становление национальной церкви. На соборе 1571 года в Эгмонте было решено принять пресвитерианскую систему управления церковью. Собор так же принял Нидерландское исповедание, подготовленное кальвинистским пастором Ги де Бре и пересмотренное Франциском Юнием.

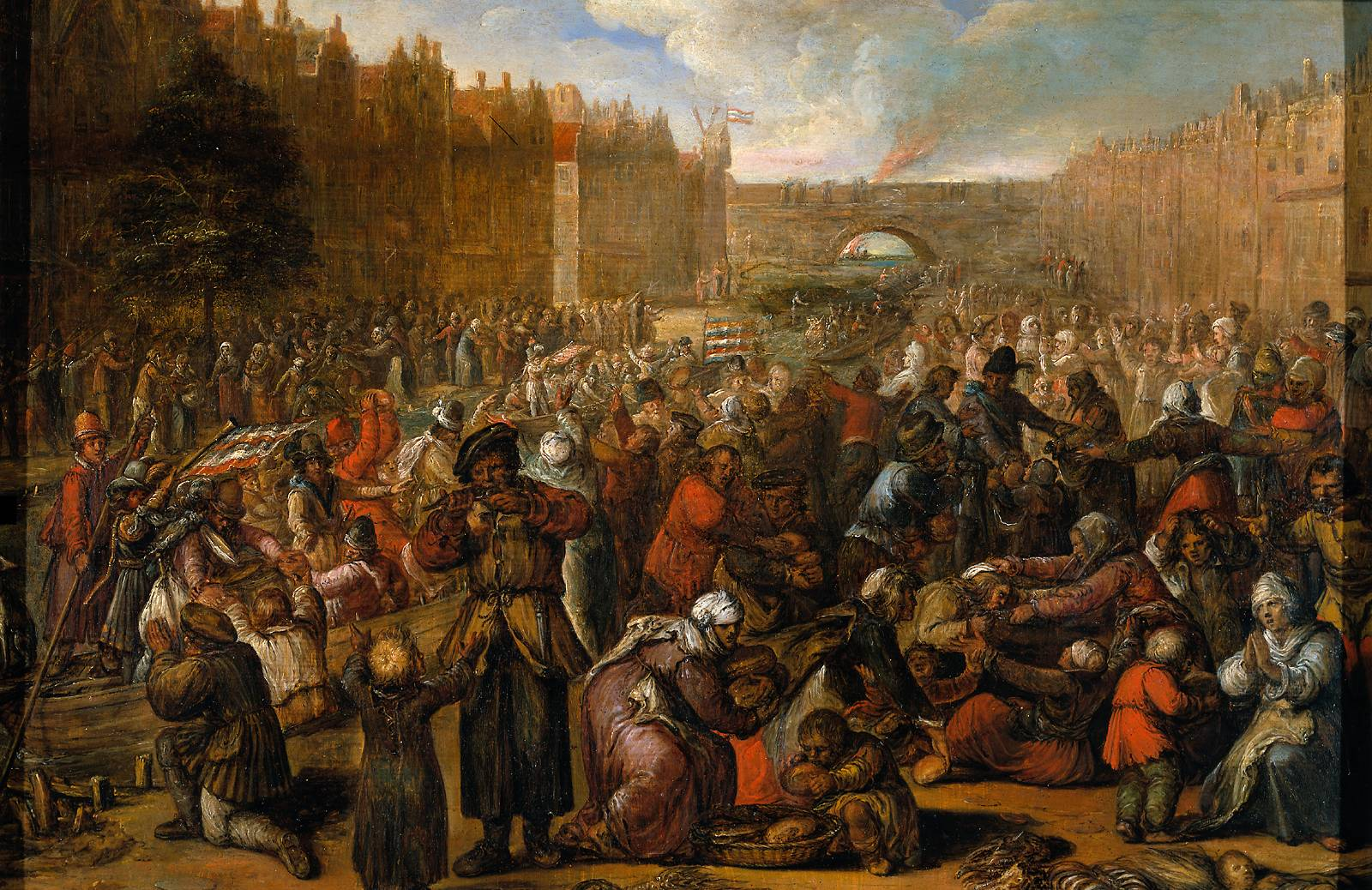
Торжества по поводу снятия осады Лейдена

Восстание на суше было подавлено, однако голландцы, отличные мореходы, начали партизанскую войну на море. Они получили название морских гёзов. 1 апреля 1572 года они овладели городом Брилле. Вслед за этим началось восстание и в других городах севера страны. Однако ни Вильгельм Оранский, ни герцог Альба, готовившиеся к войне друг с другом не обратили на «бунт мужиков» внимание. Только осенью Альба понял ошибку и начал осаду Харлема, продолжавшуюся более семи месяцев. Далее герцог осадил Лейден, но после многомесячной осады так и не смог его взять. В конце 1573 года он был отозван из Голландии.
В 1574 году Дордрехтский синод подтвердил Нидерландское исповедание, которое наряду с Гейдельбергским катехизисом стали основным вероучительными текстами реформатов Голландии. В 1575 году в Лейдене открылся университет, основной задачей которого была подготовка кадров для Реформатской Церкви в Голландии.
В 1576 году в Генте собрались Генеральные Штаты, которые заключают «Вечный эдикт» с новым испанским наместником Фландрии Хуаном Австрийским. Однако штатгальтер начал снова собирать войска, что вызвало восстание в Генте. Так же восстали и крестьяне северных провинций.
В 1579 году в Аррасе дворяне заключили союз, одним из условий которого было признание Филиппа II законным правителем страны. В ответ на это представители северных провинций заключили свой союз — Утрехтскую унию. Эти союзы фактически разделил страну на две части — южную католическую и северную протестантскую. Однако войны на территории Нидерландов продолжались. Окончательно независимость Северных Нидерландов была признана только по итогам Вестфальского мира.